# Barnafejű barkósfakusz
A barnafejű barkósfakusz (Rhabdornis inornatus) a madarak osztályának verébalakúak (Passeriformes) rendjébe és a seregélyfélék (Sturnidae) családjába tartozó faj.

## Rendszerezése
A fajt William Robert Ogilvie-Grant skót ornitológus írta le 1896-ban. 2004-ig a barkósfakuszfélék (Rhabdornithidae) családjába tartozó faj volt.

## Alfajai
- Rhabdornis inornatus alaris (Rand, 1948) – Mindanao
- Rhabdornis inornatus inornatus (Ogilvie-Grant, 1896) – Samar
- Rhabdornis inornatus leytensis (Parkes, 1973) – Leyte és Biliran
- Rhabdornis inornatus rabori (Rand, 1950) – Panay és Negros, újabban Viszajan-szigeteki barkósfakusz (Rhabdornis rabori) néven különálló fajként kezelik [2]

## Előfordulása
A Fülöp-szigetek területén honos. Természetes élőhelyei a szubtrópusi vagy trópusi síkvidéki esőerdők. Állandó, nem vonuló faj.

## Megjelenése
Testhossza 19 centiméter, testtömege 35-40 gramm.
|  |

## Természetvédelmi helyzete
Az elterjedési területe nagyon nagy, egyedszáma ugyan csökken, de még nem éri el a kritikus szintet. A Természetvédelmi Világszövetség Vörös listáján nem fenyegetett fajként szerepel.